# 31 stycznia
31 stycznia jest 31. dniem w kalendarzu gregoriańskim. Do końca roku pozostało 334 (w latach przestępnych 335) dni.

## Święta
- Imieniny obchodzą: Cyrus, Eudoksja, Emma, Euzebiusz, Franciszek Ksawery, Geminian, Jan, Ksawery, Ludwika, Marcela, Melaniusz, Rościgniew, Smysława i Spycigniew.
- Nauru – Święto Niepodległości
- Celtowie – wigilia Imbolc
- Wspomnienia i święta w Kościele katolickim[1][2] obchodzą:
  - bł. Alojzy Talamoni (ksiądz)
  - święci Cyrus i Jan
  - św. Franciszek Ksawery Bianchi (barnabita)
  - św. Geminian z Modeny (biskup)
  - św. Jan Bosko (prezbiter)
  - bł. Maria Krystyna Sabaudzka (królowa)
  - bł. Ludwika Albertoni (tercjarka franciszkańska)
  - św. Marcela Rzymianka (wdowa)

## Wydarzenia w Polsce
- 1259 – Trzęsienie ziemi w okolicach Krakowa o sile szacowanej na 4,8 stopni w skali Richtera.
- 1581 – Radomyśl Wielki został lokowany na prawie magdeburskim.
- 1633 – Rozpoczęły się obrady Sejmu koronacyjnego, poprzedzające koronację króla elekta Władysława IV Wazy.
- 1676 – Przed koronacją Jana III Sobieskiego pochowano na Wawelu jego poprzedników: Jana II Kazimierza Wazę i Michała Korybuta Wiśniowieckiego.
- 1773 – Z terenów anektowanych w I rozbiorze Polski powstała prowincja Prusy Zachodnie.
- 1785 – We Wrocławiu ukazało się pierwsze wydanie miesięcznika „Schlesische Provinzialblätter”.
- 1793 – II rozbiór Polski: Prusacy zajęli bez walki Poznań.
- 1892 – Powstała Galicyjska Partia Socjaldemokratyczna.
- 1907 – Organizacja Bojowa PPS dokonała zamachu na funkcjonariusza warszawskiej Ochrany W. Grüna.
- 1915 – I wojna światowa: w walce z Rosjanami pod Bolimowem (powiat skierniewicki) armia niemiecka użyła po raz pierwszy broni chemicznej (bromku ksylilu), który z powodu niskiej temperatury okazał się nieskuteczny.
- 1920:
  - Oddziały brytyjskie i włoskie obsadziły tereny plebiscytowe na Górnym Śląsku i w rejonie Olsztyna.
  - Oddziały Wojska Polskiego wkroczyły do Chojnic i przyłączyły je do ojczyzny.
- 1923:
  - Na stokach Cytadeli Warszawskiej został rozstrzelany Eligiusz Niewiadomski, zabójca prezydenta RP Gabriela Narutowicza.
  - W wyniku wybuchu pyłu węglowego 145 górników zginęło w płomieniach, a 50 zatruło się czadem w kopalni „Heinitz” w Bytomiu.
- 1925 – W „Kurjerze Warszawskim” ukazała się pierwsza polska krzyżówka.
- 1935 – Należący do linii lotniczych Deutsch-Russischen Luftverkehrsgesellschaft Junkers Ju 52, odbywający lot na trasie Gdańsk-Berlin, rozbił się podczas podchodzenia do międzylądowania na lotnisku w Szczecinie-Dąbiu, w wyniku czego zginęło 11 osób.
- 1944 – Gestapowcy rozstrzelali w Miąsowej około 20 aresztowanych mieszkańców Jędrzejowa w ramach odwetu za wysadzenie przez oddział „Barabasza” odcinka torów na trasie Miąsowa-Sobków.
- 1945 – Armia Czerwona zajęła miasta: Barczewo, Barlinek, Bisztynek, Dębno, Kędzierzyn, Kostrzyn nad Odrą, Leszno i Ścinawa.
- 1946 – Oddział Pogotowia Akcji Specjalnej Narodowego Zjednoczenia Wojskowego Romualda Rajsa ps. „Bury” dokonał w lesie koło miejscowości Puchały Stare na Podlasiu mordu na 30 chłopach białoruskich.
- 1947 – Przed Sądem Okręgowym w Gdańsku zakończył się drugi proces załogi Stutthofu. 10 oskarżonych skazano na karę śmierci, a 14 na kary od 3 lat do dożywotniego pozbawienia wolności.
- 1957 – Nadanie praw miejskich Zelowi.
- 1968 – Rozpoczął się proces beatyfikacyjny siostry Faustyny Kowalskiej.
- 1976:
  - Do Sejmu trafił tzw. Memoriał 101 – wystąpienie polskich intelektualistów przeciwko planowanym zmianom konstytucji PRL.
  - Założono przedsiębiorstwo armatorskie Polska Żegluga Bałtycka.
- 1980 – Sejm PRL przyjął ustawę o godle, barwach i hymnie Polskiej Rzeczypospolitej Ludowej oraz ustawę o utworzeniu Naczelnego Sądu Administracyjnego.
- 2008:
  - Otwarto Aquapark Fala w Łodzi.
  - Zakończył się trwający 46 dni strajk okupacyjny w KWK „Budryk” w Ornontowicach.
- 2016 – W rozegranym w Krakowie finale XII Mistrzostw Europy w Piłce Ręcznej Mężczyzn Niemcy pokonały Hiszpanię 24:17.
- 2021 – Odbył się 29. Finał Wielkiej Orkiestry Świątecznej Pomocy.
- 2022 – Czesław Michniewicz został selekcjonerem piłkarskiej reprezentacji Polski.

## Wydarzenia na świecie

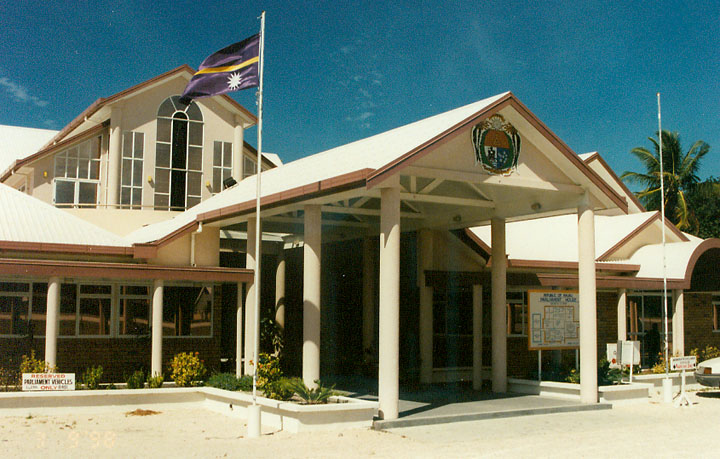
Siedziba parlamentu Nauru

- 314 – Sylwester I został wybrany na papieża.
- 1030 – Wilhelm VI Gruby został księciem Akwitanii.
- 1208 – W bitwie pod Leną Eryk X Knutsson pokonał króla Szwecji Swerkera II Młodszego, który utracił władzę i uciekł do wówczas duńskiej Skanii.
- 1418 – Michał I Basarab został hospodarem Wołoszczyzny.
- 1468 – Kajtbaj został sułtanem mameluków.
- 1504 – Francja scedowała Neapol na rzecz Hiszpanii.
- 1533 – Papież Klemens VII erygował metropolię Funchal, w której skład, oprócz archidiecezji metropolitalnej, weszły nowo utworzone sufraganie Santiago de Cabo Verde oraz Goa, której terytorium obejmowało obszar od Przylądka Dobrej Nadziei po Chiny i Japonię.
- 1542 – Hiszpan Álvar Núñez Cabeza de Vaca dotarł, jako pierwszy Europejczyk, do wodospadów Iguaçu na dzisiejszej granicy argentyńsko-brazylijskiej.
- 1578 – Wojna osiemdziesięcioletnia: armia hiszpańska rozgromiła powstańców niderlandzkich w bitwie pod Gembloux.
- 1606 – W Londynie stracono głównego organizatora Guya Fawkesa i 3 innych uczestników spisku prochowego.
- 1732 – Otwarto Teatro Argentina w Rzymie.
- 1747 – W Londynie otwarto pierwszy szpital wenerologiczny.
- 1786 – Założono miasto Carouge w Szwajcarii.
- 1790 – Wojna Turcji z Rosją i Austrią: zawarto turecko-pruski traktat zaczepny.
- 1805 – Szkocki lekarz i podróżnik Mungo Park wypłynął z Portsmouth na czele swej drugiej wyprawy badawczej na rzekę Niger, w trakcie której zginął.
- 1814 – Gervasio Antonio de Posadas został pierwszą głową państwa Zjednoczonych Prowincji Rio de La Plata.
- 1839 – Juan José Flores został po raz drugi prezydentem Ekwadoru.
- 1840 – Wojna bursko-zuluska: zwycięstwo Zulusów w bitwie pod Maqongao.
- 1844 – Przyszły pierwszy wielki książę Luksemburga Adolf I ożenił się z wielką księżną rosyjską Elżbietą Michajłowną Romanowną.
- 1845 – Amerykanin Elias Howe opatentował maszynę do szycia.
- 1862 – Amerykański astronom Alvan Graham Clark odkrył białego karła Syriusza B, towarzysza najjaśniejszej gwiazdy ziemskiego nieba Syriusza.
- 1865 – Izba Reprezentantów Stanów Zjednoczonych przyjęła 13. poprawkę do konstytucji znoszącą niewolnictwo.
- 1868 – Wojna boshin w Japonii: zwycięstwem stronnictwa cesarskiego zakończyła się bitwa pod Toba-Fushimi.
- 1887 – W Teatrze Wielkim w Moskwie odbyła się premiera opery Trzewiczki Piotra Czajkowskiego.
- 1888 – Zmarł Jan Bosko
- 1891 – W Porto została brutalnie zdławiona republikańska rewolta.
- 1892 – Na skoczni w norweskim Holmenkollen odbył się pierwszy w historii konkurs skoków narciarskich.
- 1901:
  - We Francji zakazano stosowania kar cielesnych w armii i marynarce wojennej.
  - W Moskwie odbyła się prapremiera dramatu Antona Czechowa Trzy siostry.
- 1906 – Trzęsienie ziemi z epicentrum u wybrzeży Ekwadoru zabiło ponad 1000 osób.
- 1915 – I wojna światowa: w Niemczech wprowadzono racjonowanie sprzedaży chleba i mąki.
- 1917 – I wojna światowa: Niemcy ogłosili rozpoczęcie nieograniczonej wojny podwodnej.
- 1919:
  - W Glasgow wojsko i policja zdławiły próbę robotniczego powstania.
  - Wojna estońsko-bolszewicka: zwycięstwo wojsk estońskich w bitwie pod Paju.
- 1924 – Przyjęto konstytucję ZSRR.
- 1925 – Ahmed Zogu został prezydentem Albanii.
- 1926 – Brytyjskie i belgijskie wojska okupacyjne opuściły niemiecką Kolonię.
- 1927 – Zakończyła działalność Aliancka Komisja Kontroli. Zniesiono kontrolę nad gospodarką Niemiec.
- 1929 – Lew Trocki został wydalony z ZSRR.
- 1930 – Amerykańskie przedsiębiorstwo 3M wprowadziło do sprzedaży taśmę klejącą.
- 1933 – Édouard Daladier został po raz pierwszy premierem Francji.
- 1937 – W ZSRR za rzekomy trockizm rozstrzelano 31 osób.
- 1941 – Premiera amerykańskiej komedii romantycznej Pan i pani Smith w reżyserii Alfreda Hitchcocka.
- 1942 – Wojna na Pacyfiku: zakończyła się bitwa o Malaje.
- 1943 – Feldmarszałek Friedrich Paulus poddał się dowódcy 64. Armii gen. Michaiłowi Szumiłowowi po klęsce dowodzonej przez siebie 6. Armii w bitwie stalingradzkiej.
- 1944:
  - Bitwa o Atlantyk: na południowy zachód od Irlandii został zatopiony przez brytyjskie okręty bombami głębinowymi niemiecki okręt podwodny U-592 wraz z całą, 49-osobową załogą.
  - Wojna na Pacyfiku: Amerykanie rozpoczęli desant na Wyspy Marshalla.
- 1945:
  - Na plaży w Palmnicken (obecnie Jantarnyj w obwodzie królewieckim) Niemcy rozstrzelali kilka tysięcy więźniów jednej ze wschodniopruskich filii obozu koncentracyjnego KL Stutthof.
  - Szeregowiec Eddie Slovik został rozstrzelany za dezercję jako jedyny żołnierz US Army od zakończenia wojny secesyjnej.
- 1946:
  - Eurico Gaspar Dutra został prezydentem Brazylii.
  - Uchwalono konstytucję Jugosławii.
- 1948 – Utworzono Federację Malajską.
- 1949:
  - Chińska wojna domowa: wojska komunistyczne zajęły Pekin.
  - USA uznały de iure państwo Izrael.
- 1950 – Prezydent Harry Truman ogłosił zamiar wyprodukowania amerykańskiej bomby wodorowej.
- 1951 – Getúlio Vargas został prezydentem Brazylii.
- 1953 – 128 osób zginęło w wyniku zatonięcia na Morzu Irlandzkim brytyjskiego promu pasażerskiego „Princess Victoria”.
- 1955 – W Kairze został stracony izraelski szpieg Mosze Marzouk.
- 1956:
  - Guy Mollet został premierem Francji.
  - Juscelino Kubitschek de Oliveira został prezydentem Brazylii.
- 1959 – Założono miasto Campo Bom w Brazylii.
- 1961:
  - Jânio Quadros został prezydentem Brazylii.
  - Program Mercury: szympans o imieniu Ham odbył lot suborbitalny na pokładzie statku kosmicznego Mercury-Redstone 2.
- 1962 – Kuba została usunięta z Organizacji Państw Amerykańskich.
- 1966 – Została wystrzelona radziecka sonda księżycowa Łuna 9.
- 1967 – RFN i Rumunia nawiązały stosunki dyplomatyczne.
- 1968:
  - Australia przyznała niepodległość Nauru.
  - Wojna wietnamska: w ramach ofensywy „Tết” żołnierze Wietkongu zaatakowali południowowietnamskie obiekty rządowe i ambasadę amerykańską w Sajgonie.
- 1971:
  - Po 19 latach przywrócono łączność telefoniczną między zachodnim i wschodnim Berlinem.
  - Rozpoczęła się trzecia załogowa misja księżycowa Apollo 14.
- 1972:
  - Austriacki narciarz alpejski Karl Schranz, po występie w reklamie, został wykluczony z udziału w zbliżających się Igrzyskach Olimpijskich w japońskim Sapporo.
  - Birendra został królem Nepalu.
- 1976 – Jorge Fernández Maldonado został premierem Peru.
- 1977 – Oddano do użytku gmach Centre Georges Pompidou, będący siedzibą muzeum sztuki współczesnej i głównej biblioteki publicznej Paryża.
- 1980:
  - 28 wieśniaków okupujących hiszpańską ambasadę w mieście Gwatemala i 8 zakładników zginęło w pożarze budynku, który wybuchł podczas interwencji wojska.
  - Królowa Holandii Juliana zapowiedziała w wystąpieniu telewizyjnym swoją abdykację w dniu 71. urodzin (30 kwietnia 1980) na rzecz córki Beatrycze.
- 1981 – Jean-Marie Lustiger został mianowany arcybiskupem Paryża.
- 1982 – Światowa satelitarna premiera programu telewizyjnego Żeby Polska była Polską (ang. Let Poland be Poland), transmitowanego do 50 krajów świata, solidaryzującego się z Polakami zmagającymi się z obowiązującym wówczas stanem wojennym.
- 1986 – Papież Jan Paweł II udał się w swą 29. podróż apostolską na subkontynent indyjski.
- 1990 – Otwarto pierwszą restaurację McDonald’s w Moskwie.
- 1994:
  - Liamine Zéroual został prezydentem Algierii.
  - Spłonął Gran Teatre del Liceu w Barcelonie.
- 1996 – Tamilski zamachowiec-samobójca uderzył ciężarówką wypełnioną ładunkiem wybuchowym w budynek banku centralnego Sri Lanki w Kolombo, zabijając 91 i raniąc ponad 1400 osób.
- 1997 – Didier Ratsiraka został po raz drugi prezydentem Madagaskaru.
- 2000 – 88 osób zginęło w katastrofie lotu Alaska Airlines 261 u wybrzeży Kalifornii.
- 2001 – Agent libijskiego wywiadu Abdelbaset Ali Mohmed Al Megrani został skazany na dożywotnie pozbawienie wolności za podłożenie bomby w samolocie Boeing 747, który eksplodował nad szkockim Lockerbie. Drugi z oskarżonych został uniewinniony.
- 2005 – Przed sądem w Santa Maria w Kalifornii rozpoczął się proces Michaela Jacksona, oskarżonego o molestowanie seksualne 13-letniego chłopca.
- 2008 – 6 osób, w tym wicegubernator afgańskiej prowincji Helmand, zginęło w zamachu bombowym w Lashkar Gah.
- 2009:
  - 113 osób zginęło, a ponad 200 zostało rannych w wyniku eksplozji rozbitej w wypadku ciężarówki-cysterny w mieście Molo w Kenii.
  - 23 pensjonariuszy zginęło w pożarze domu starców w Podjelsku w rosyjskiej autonomicznej Republice Komi.
  - Sharif Sheikh Ahmed objął urząd prezydenta Somalii.
- 2011 – W Nigrze odbyła się I tura wyborów prezydenckich. Do II tury przeszli Mahamadou Issoufou i Seyni Oumarou.
- 2013 – 37 osób zginęło, a 126 zostało rannych w wyniku wybuchu gazu w podziemiach drapacza chmur Torre Ejecutiva Pemex w mieście Meksyk.
- 2015 – Sergio Mattarella został wybrany przez zgromadzenie elektorów na urząd prezydenta Włoch.
- 2020:
  - Wielka Brytania wystąpiła z Unii Europejskiej.
  - W trakcie demontażu dachu Petersburskiego Kompleksu Sportowo-Koncertowego, doszło do katastrofy budowlanej, w której zginął jeden z robotników, a 80% ścian obiektu uległo zawaleniu.

## Urodzili się
- 36 p.n.e. – Antonia Młodsza, cesarzowa rzymska (zm. 37)
- 1498 – Tiberio Crispi, włoski duchowny katolicki, biskup Sessa Aurunca, kardynał (zm. 1566)
- 1512 – Henryk I Kardynał, król Portugalii (zm. 1580)
- 1517 – Gioseffo Zarlino, włoski kompozytor, teoretyk muzyki (zm. 1590)
- 1530 – Sōrin Ōtomo, japoński daimyō i samuraj konwertowany na katolicyzm (zm. 1587)
- 1543 – Ieyasu Tokugawa, japoński siogun (zm. 1616)
- 1597 – Jan Franciszek Regis, francuski jezuita, święty (zm. 1640)
- 1620 – Jerzy Fryderyk Waldeck, niemiecki książę, marszałek polny, holenderski generał (zm. 1692)
- 1624 – Arnold Geulincx, flamandzki filozof, logik, wykładowca akademicki (zm. 1669)
- 1673 – Ludwik Maria Grignion de Montfort, francuski duchowny katolicki, święty (zm. 1716)
- 1684 – Louis Caravaque, francuski malarz (zm. 1752 lub 54)
- 1685 – Girolamo de Bardi, włoski kardynał (zm. 1761)
- 1697 – Hans Georg Pfister, niemiecki złotnik (zm. ?)
- 1715 – Giovanni Fagnano dei Toschi, włoski matematyk (zm. 1797)
- 1733 – Adam Kłokocki, polski duchowny katolicki, biskup pomocniczy łucko-żytomierski (zm. 1808)
- 1741 – Theodor Gottlieb von Hippel Starszy, pruski urzędnik państwowy, pisarz (zm. 1796)
- 1746 – Fryderyk Ludwik Hohenlohe, niemiecki książę, generał (zm. 1818)
- 1751 – Paweł Potocki, polski hrabia, ziemianin, duchowny katolicki (zm. 1818)
- 1752 – Gouverneur Morris, amerykański dyplomata, polityk, senator (zm. 1816)
- 1759 – François Devienne, francuski kompozytor (zm. 1803)
- 1761 – Wilson Cary Nicholas, amerykański polityk, senator (zm. 1820)
- 1762 – Lachlan Macquarie, brytyjski generał, administrator kolonialny (zm. 1824)
- 1763 – Jens Esmark, duńsko-norweski geolog, mineralog (zm. 1839)
- 1767 – Francesco Basily, włoski kompozytor (zm. 1850)
- 1769 – André-Jacques Garnerin, francuski skoczek spadochronowy, pilot balonowy (zm. 1823)
- 1778 – Franz Anton von Kolowrat, austriacki polityk, premier Cesarstwa Austriackiego pochodzenia czeskiego (zm. 1861)
- 1785 – Magdalena Dobromila Rettigová, czeska kucharka, pisarka (zm. 1845)
- 1786 – Piotr Łubieński, polski szlachcic, polityk, generał, uczestnik powstania listopadowego (zm. 1867)
- 1788 – Felice Romani, włoski poeta, librecista (zm. 1865)
- 1795:
  - Bazyli Arciszewski, polski duchowny katolicki, pedagog (zm. 1856)
  - Gabriele Ferretti, włoski duchowny katolicki, biskup Rieti i Montefiascone, arcybiskup Fermo, kardynał (zm. 1860)
- 1796 – Joseph Paul Gaimard, francuski lekarz, zoolog, podróżnik (zm. 1858)
- 1797 – Franz Schubert, austriacki kompozytor (zm. 1828)
- 1800 – Jane Johnston Schoolcraft, amerykańska poetka pochodzenia irlandzko-indiańskiego (zm. 1842)
- 1801 – Piotr Ściegienny, polski duchowny katolicki, działacz niepodległościowy (zm. 1890)
- 1804 – József Bajza, węgierski poeta, krytyk literacki, publicysta (zm. 1858)
- 1807 – Napoleon Szuniewicz, polski oficer, uczestnik powstania listopadowego, działacz emigracyjny (zm. 1884)
- 1808 – Jacobus Nicolaas Boshoff, burski polityk (zm. 1881)
- 1815 – Karol Kucz, polski dziennikarz, komediopisarz, urzędnik, wydawca prasowy (zm. 1892)
- 1817 – (lub 30 stycznia) Anthony Winkler Prins, holenderski pisarz, encyklopedysta (zm. 1908)
- 1818 – Karol (VI) Burbon, karlistowski pretendent do tronu Hiszpanii (zm. 1861)
- 1819:
  - Jean-Augustin Barral, francuski chemik, agronom, wykładowca akademicki (zm. 1884)
  - Pedro Martínez de Hebert, hiszpański malarz, fotograf (zm. 1891)
- 1823 – Piotr Jaksa Bykowski, polski prozaik, eseista, prawnik (zm. 1889)
- 1824 – Leopold Koburg-Koháry, niemiecki arystokrata, generał major w służbie austriackiej, mecenas teatru (zm. 1884)
- 1830:
  - James Blaine, amerykański polityk, senator (zm. 1893)
  - Henri Rochefort, francuski prozaik, dramaturg, dziennikarz, polityk (zm. 1913)
- 1832 – Adam Geisler, polski prawnik, adwokat, polityk, naczelnik Rzeszowa (zm. 1870)
- 1835:
  - Edward Jan Habich, polski inżynier, matematyk, uczestnik powstania styczniowego (zm. 1909)
  - Lunalilo I, król Hawajów (zm. 1874)
- 1841 – Jan Stadnicki, polski ziemianin, inżynier, polityk (zm. 1919)
- 1844:
  - James McColl, australijski polityk (zm. 1929)
  - Victor Thorn, luksemburski polityk, premier Luksemburga (zm. 1930)
- 1849:
  - August Reinsdorf, niemiecki anarchista (zm. 1885)
  - Maria Zibold, rosyjska i serbska lekarka pochodzenia niemieckiego (zm. 1939)
- 1850 – Seweryn Krogulski, polski prawnik, publicysta (zm. 1933)
- 1854 – Ludwig von Pastor, austriacki historyk (zm. 1928)
- 1855 – Henryk Cywiński, polski wiceadmirał (zm. 1938)
- 1857 – Ernesto Basile, włoski architekt (zm. 1932)
- 1860 – James Huneker, amerykański krytyk literacki, muzyczny i artystyczny, pisarz, pianista (zm. 1921)
- 1862:
  - Clemens Blume, niemiecki jezuita, hymnolog (zm. 1932)
  - Robert Ford, amerykański przestępca (zm. 1892)
- 1863 – Henri Berr, francuski historyk, filozof (zm. 1954)
- 1865 – Henri Desgrange, francuski kolarz szosowy, wydawca, pomysłodawca i organizator Tour de France (zm. 1940)
- 1866 – Lew Szestow, rosyjski filozof (zm. 1938)
- 1867 – Mariusz Zaruski, polski generał brygady, pionier polskiego żeglarstwa, taternik, pedagog (zm. 1941)
- 1868 – Theodore William Richards, amerykański chemik, laureat Nagrody Nobla (zm. 1928)
- 1870 – Jot Goar, amerykański baseballista (zm. 1947)
- 1871:
  - Richard Frederick Cavendish, brytyjski arystokrata, polityk (zm. 1946)
  - Georg Neithardt, niemiecki prawnik, sędzia (zm. 1941)
- 1872:
  - Izydor Brejski, polski polityk, poseł na Sejm Ustawodawczy (zm. 1935)
  - Zane Grey, amerykański pisarz (zm. 1939)
- 1873 – Melitta Bentz, niemiecka wynalazczyni, bizneswoman (zm. 1950)
- 1874:
  - Carl Mainka, niemiecki geofizyk, sejsmolog, wykładowca akademicki (zm. 1943)
  - Piotr Pręgowski, polski psychiatra, neurolog, publicysta, działacz społeczny i polityczny (zm. 1945)
- 1875:
  - Stanisław Sebastian Lubomirski, polski książę, finansista, działacz gospodarczy (zm. 1932)
  - Iwan Wyłkow, bułgarski generał piechoty, dyplomata, polityk (zm. 1962)
- 1876 – Dmitrij Fiłatow, rosyjski embriolog, zoolog, wykładowca akademicki (zm. 1943)
- 1877 – Stefan Tytus Dąbrowski, polski lekarz, biochemik, wykładowca akademicki, polityk, poseł na Sejm RP, wiceminister spraw zagranicznych (zm. 1947)
- 1878 – Willem van Eysinga, holenderski prawnik, sędzia Stałego Trybunału Sprawiedliwości Międzynarodowej (zm. 1961)
- 1879:
  - Karl Kleist, niemiecki psychiatra, naurolog, neuropsycholog (zm. 1960)
  - Boris Sawinkow, rosyjski pisarz, rewolucjonista, polityk (zm. 1925)
- 1880:
  - Benedykt Bornstein, polski filozof, wykładowca akademicki pochodzenia żydowskiego (zm. 1948)
  - Kazimierz Kazimierczak, polski inżynier lotniczy (zm. 1946)
  - Konstanty Rdułtowski, polski ziemianin, działacz społeczny, polityk, poseł na Sejm i senator RP (zm. 1953)
- 1881 – Irving Langmuir, amerykański fizykochemik, laureat Nagrody Nobla (zm. 1957)
- 1883 – Grzegorz Łakota, polski duchowny greckokatolicki, biskup pomocniczy eparchii przemyskiej, męczennik, błogosławiony (zm. 1950)
- 1884 – Theodor Heuss, niemiecki polityk, prezydent RFN (zm. 1963)
- 1887 – Piotr Wilniewczyc, polski konstruktor broni (zm. 1960)
- 1888 – John Boles, amerykański strzelec sportowy (zm. 1952)
- 1890 – John Zander, szwedzki lekkoatleta, średnio- i długodystansowiec (zm. 1967)
- 1891 – Walther Gräßner, niemiecki generał (zm. 1943)
- 1892:
  - Heinrich Bongartz, niemiecki pilot wojskowy, as myśliwski (zm. 1946)
  - Eddie Cantor, amerykański aktor, piosenkarz pochodzenia żydowskiego (zm. 1964)
  - Stanisław Sedlaczek, polski pedagog, harcmistrz (zm. 1941)
  - Józef Felicjan Sułkowski, polski prawnik (zm. 1968)
- 1893:
  - George Burns, amerykański baseballista (zm. 1978)
  - Jadwiga Dmochowska, polska tłumaczka (zm. 1962)
  - Karel Husárek, czeski generał (zm. 1972)
- 1894:
  - Kurt Blome, niemiecki lekarz, mikrobiolog, zbrodniarz wojenny (zm. 1969)
  - Tacjanna Wysocka, polska tancerka, choreografka, pedagog, teoretyk baletu, publicystka (zm. 1970)
- 1895:
  - Stanisław Młodożeniec, polski poeta (zm. 1959)
  - Władysław Płonka, polski pułkownik dyplomowany kawalerii (zm. 1940)
- 1896:
  - Richard Munday, brytyjski pilot wojskowy, as myśliwski (zm. 1932)
  - Idris Ziazikow, radziecki polityk (zm. 1938)
- 1897 – Piotr Chojnacki, polski duchowny katolicki, teolog, historyk filozofii, etyk, psycholog, wykładowca akademicki (zm. 1969)
- 1898:
  - Marcin Freyman, polski major dyplomowany kawalerii (zm. 1940)
  - John Redman, amerykański zapaśnik, admirał (zm. 1970)
- 1899 – Helena Gasperska-Krygier, polska działaczka ruchu komunistycznego i robotniczego (zm. 1969)
- 1900:
  - Franciszek Edelmann, polski działacz społeczności żydowskiej (zm. 1991)
  - Betty Parsons, amerykańska artystka, kolekcjonerka, marszandka (zm. 1982)
- 1901:
  - Mario de las Casas, peruwiański piłkarz (zm. 2002)
  - Marie Luise Kaschnitz, niemiecka pisarka (zm. 1974)
  - Maksymilian Minkowski, polski dziennikarz, działacz komunistyczny (zm. 1971)
- 1902:
  - Tallulah Bankhead, amerykańska aktorka (zm. 1968)
  - Aleksiej Gribow, rosyjski aktor (zm. 1977)
  - Alva Myrdal, szwedzka dyplomatka, socjolog, laureatka Pokojowej Nagrody Nobla (zm. 1986)
  - Willy Spühler, szwajcarski polityk, prezydent Szwajcarii (zm. 1990)
  - Julian Steward, amerykański antropolog kulturowy (zm. 1972)
- 1903:
  - Afanasij Biełoborodow, radziecki generał (zm. 1990)
  - Ivar Johansson, szwedzki zapaśnik (zm. 1979)
- 1904:
  - Francesco Minerva, włoski duchowny katolicki, arcybiskup Lecce, kardynał (zm. 2004)
  - Xu Fuguan, chiński filozof (zm. 1982)
- 1905:
  - Edward Ciuksza, polski mandolinista (zm. 1970)
  - Eva Hart, brytyjska pasażerka „Titanica” (zm. 1996)
  - John O’Hara, amerykański pisarz pochodzenia irlandzkiego (zm. 1970)
- 1906 – Jan Kefer, czeski astrolog, hermetysta, publicysta (zm. 1941)
- 1907 – Ryszard Strzelecki, polski polityk, minister komunikacji, poseł na Sejm i członek Rady Państwa PRL (zm. 1988)
- 1908:
  - Bill Cantrell, amerykański kierowca wyścigowy (zm. 1996)
  - Simonne Mathieu, francuska tenisistka (zm. 1980)
  - Stanisław Okęcki, polski generał dywizji, historyk wojskowości (zm. 1991)
- 1909:
  - Josef Burg, izraelski polityk (zm. 1999)
  - Petre Cristea, rumuński kierowca wyścigowy (zm. 1995)
- 1910:
  - Ludwig von Moos, szwajcarski polityk, prezydent Szwajcarii (zm. 1990)
  - Giorgio Perlasca, włoski Sprawiedliwy wśród Narodów Świata (zm. 1992)
- 1911:
  - Anna Komołowa, rosyjska aktorka (zm. 2001)
  - Władysław Mazurkiewicz, polski seryjny morderca (zm. 1957)
  - Wanga, bułgarska parapsycholog, mistyczka, jasnowidz, zielarka (zm. 1996)
- 1912 – Camilo Ponce Enriquez, ekwadorski prawnik, polityk, prezydent Ekwadoru (zm. 1976)
- 1913:
  - Mario Gentili, włoski kolarz torowy i przełajowy (zm. 1999)
  - Józef Kania, polski duchowny rzymskokatolicki (zm. 1944)[3]
  - Walter Winterbottom, angielski piłkarz, trener (zm. 2002)
- 1915:
  - Håkan Lidman, szwedzki lekkoatleta, płotkarz (zm. 2000)
  - Thomas Merton, amerykański prozaik, poeta (zm. 1968)
  - Garry Moore, amerykański gospodarz teleturnieju, komik (zm. 1993)
- 1916:
  - Ciro Domenico Kroon, polityk z Antyli Holenderskich, premier
  - Sangoulé Lamizana, burkiński generał, polityk, prezydent Górnej Wolty (zm. 2006)
  - Frank Parker, amerykański tenisista pochodzenia polskiego (zm. 1997)
- 1917:
  - Zofia Gumińska, polska botanik (zm. 2006)
  - Zbigniew Scholtz, polski działacz i polityk emigracyjny (zm. 1990)
- 1919:
  - Stanisław Czudowski, polski inżynier leśnictwa, polityk, poseł na Sejm PRL (zm. 2006)
  - Jackie Robinson, amerykański baseballista (zm. 1972)
- 1920:
  - Danuta Bieńkowska, polska pisarka, tłumaczka (zm. 1992)
  - Bert Williams, angielski piłkarz (zm. 2014)
- 1921:
  - John Agar, amerykański aktor (zm. 2002)
  - Carol Channing, amerykańska aktorka (zm. 2019)
  - Mario Lanza, amerykański śpiewak operowy (tenor), aktor pochodzenia włoskiego (zm. 1959)
- 1922:
  - Joanne Dru, amerykańska aktorka (zm. 1996)
  - Marcel Jullian, francuski reżyser filmowy (zm. 2004)
  - Teodor Juszkiewicz, polski lekarz weterynarii, farmakolog, toksykolog (zm. 2019)
- 1923:
  - Norman Mailer, amerykański pisarz (zm. 2007)
  - Jorge María Mejía, argentyński duchowny katolicki, wysoki urzędnik Kurii Rzymskiej, kardynał (zm. 2014)
  - Maurice Michael Otunga, kenijski duchowny katolicki, arcybiskup Nairobi, kardynał (zm. 2003)
- 1924:
  - Tengiz Abuładze, gruziński reżyser filmowy (zm. 1994)
  - Anna Maria Hinel, polska konspiratorka z okresu II wojny światowej (zm. 1943)
- 1925:
  - Micheline Lannoy, belgijska łyżwiarka figurowa (zm. 2023)
  - Bogumił Szuba, polski inżynier, konstruktor szybowcowy (zm. 1989)
  - Jack Young, australijski żużlowiec (zm. 1987)
- 1926:
  - Johannes Joachim Degenhardt, niemiecki duchowny katolicki, arcybiskup Paderborn, kardynał (zm. 2002)
  - Maria Grodecka, polska pisarka (zm. 2005)
  - Józef Szymański, polski bobsleista, saneczkarz (zm. 2016)
- 1927:
  - Yrjö O. Alanen, fiński psychiatra (zm. 2022)
  - Wojciech Dworczyk, polski publicysta, podróżnik, reportażysta (zm. 2012)
  - Julian Wojtkowski, polski duchowny katolicki, biskup pomocniczy warmiński
- 1928:
  - Augustyn Dziedzic, polski sztangista, trener, nauczyciel (zm. 2008)
  - Andrzej Kurzawski, polski malarz (zm. 2012)
- 1929:
  - Rudolf Mössbauer, niemiecki fizyk, laureat Nagrody Nobla (zm. 2011)
  - Mikko Niskanen, fiński reżyser filmowy, aktor (zm. 1990)
  - John Owen Stone, australijski polityk (zm. 2025)
  - Jean Simmons, brytyjska aktorka (zm. 2010)
- 1930:
  - Joakim Bonnier, szwedzki kierowca wyścigowy (zm. 1972)
  - Romuald Łukaszyk, polski duchowny katolicki, teolog (zm. 1981)
  - Zbigniew Makowski, polski malarz (zm. 2019)
  - Jerzy Wala, polski taternik, alpinista, kartograf górski
- 1931:
  - Ernie Banks, amerykański baseballista (zm. 2015)
  - Ryszard Bryk, polski polityk, poseł na Sejm PRL (zm. 2020)
  - Christopher Chataway, brytyjski lekkoatleta, średnio- i długodystansowiec, polityk (zm. 2014)
  - Nicholas Gordon-Lennox, brytyjski arystokrata, dyplomata (zm. 2004)
  - Frank Loughran, australijski piłkarz pochodzenia północnoirlandzkiego (zm. 2008)
  - Andrzej Płocki, polski aktor, scenograf (zm. 2005)
- 1932:
  - Miron Babiak, polski kapitan żeglugi wielkiej (zm. 2013)
  - Vic Crowe, walijski piłkarz, trener (zm. 2009)
  - Michael Degen, niemiecki aktor (zm. 2022)
  - Raymond Kaelbel, francuski piłkarz, trener (zm. 2007)
- 1933:
  - Augustyn Bujak, polski piłkarz (zm. 2018)
  - Bernardo Provenzano, włoski przedsiębiorca, szef mafii sycylijskiej Cosa Nostry (zm. 2016)
- 1934:
  - Peter Ackermann, niemiecki malarz, grafik (zm. 2007)
  - Ernesto Brambilla, włoski kierowca i motocyklista wyścigowy (zm. 2020)
  - James Franciscus, amerykański aktor, scenarzysta i producent filmowy (zm. 1991)
  - Eva Mozes Kor, amerykańska pisarka pochodzenia żydowskiego (zm. 2019)
  - Joanna Rawik, polska piosenkarka, aktorka, publicystka
- 1935:
  - Lorenzo Calafiore, włoski zapaśnik (zm. 2011)
  - Antonio Ciliberti, włoski duchowny katolicki, arcybiskup Catanzaro-Squillace (zm. 2017)
  - Tulio Duque Gutiérrez, kolumbijski duchowny katolicki, biskup Pereiry
  - Kenzaburō Ōe, japoński prozaik, eseista, laureat Nagrody Nobla (zm. 2023)
  - Jack Trout, amerykański teoretyk i praktyk marketingu (zm. 2017)
  - Edward Włodarczyk, polski generał dywizji, profesor nauk technicznych (zm. 2023)
- 1936:
  - Nils Aaness, norweski łyżwiarz szybki (zm. 2024)
  - Beda Paluzzi, włoski duchowny katolicki, benedyktyn, opat terytorialny Montevergine (zm. 2023)
  - Edmund Piątkowski, polski lekkoatleta, dyskobol (zm. 2016)
  - Lester Sterling, jamajski saksofonista, trębacz, kompozytor, członek zespołu The Skatalites (zm. 2023)
  - Konrad Tott, polski polityk (zm. 2015)
- 1937:
  - Regimantas Adomaitis, litewski aktor (zm. 2022)
  - Józefa Czerniawska, polska biegaczka narciarska
  - Philip Glass, amerykański kompozytor
  - Ivan Klajn, serbski filolog, językoznawca (zm. 2021)
  - Suzanne Pleshette, amerykańska aktorka (zm. 2008)
- 1938:
  - Beatrycze, królowa Holandii
  - Motiullah Khan, pakistański hokeista na trawie (zm. 2022)
  - Edward Mecha, polski ekonomista, geodeta, samorządowiec, prezydent Katowic (zm. 2013)
  - Ajip Rosidi, indonezyjski pisarz, poeta, tłumacz (zm. 2020)
- 1939:
  - Jerome Brudos, amerykański seryjny morderca (zm. 2006)
  - Gizela Niedurny, polska gimnastyczka
  - Romualdas Ozolas, litewski filolog, filozof, polityk (zm. 2015)
  - Gilberto Rodríguez Orejuela, kolumbijski przestępca, baron narkotykowy (zm. 2022)
  - Lydie Schmit, luksemburska polityk (zm. 1988)
- 1940:
  - Kyriakos Charalambides, grecki poeta pochodzenia cypryjskiego
  - Borys Czonkow, bułgarski artysta fotograf, fotoreporter (zm. 2017)
  - Ingo Krüger, Niemiec, ofiara muru berlińskiego (zm. 1961)
  - Luiz Demétrio Valentini, brazylijski duchowny katolicki, biskup Jales
- 1941:
  - Len Chappell, amerykański koszykarz (zm. 2018)
  - Dick Gephardt, amerykański polityk
  - Eugène Terre’Blanche, południowoafrykański polityk (zm. 2010)
  - Jessica Walter, amerykańska aktorka (zm. 2021)
- 1942:
  - Daniela Bianchi, włoska aktorka
  - Derek Jarman, brytyjski reżyser filmowy (zm. 1994)
- 1943:
  - Luigi Borghetti, włoski kolarz torowy
  - Wanda Krukowska, polska działaczka społeczna (zm. 2018)
  - Jan Mączewski, polski samorządowiec, polityk, poseł Sejm RP
- 1944:
  - Connie Booth, brytyjska aktorka, scenarzystka
  - Ivo Opstelten, holenderski polityk
  - Spartaco Landini, włoski piłkarz (zm. 2017)
  - Chandrashekaraswami Adiveyya Viraktamath, indyjski entomolog
- 1945:
  - Dionisio García Ibáñez, kubański duchowny katolicki, arcybiskup Santiago de Cuba
  - Joseph Kosuth, amerykański artysta
- 1946:
  - Kazimierz Hajda, polski polityk, samorządowiec, poseł na Sejm RP, burmistrz Jordanowa (zm. 2024)
  - Terry Kath, amerykański gitarzysta, członek zespołu Chicago (zm. 1978)
  - Juan José Millás, hiszpański pisarz, dziennikarz
  - Dutch Ruppersberger, amerykański polityk, kongresmen
- 1947:
  - Jonathan Banks, amerykański aktor
  - Dick Garrett, amerykański koszykarz
  - Jan Nawłoka, polski polityk, poseł na Sejm PRL
  - Nolan Ryan, amerykański baseballista
  - Marcin Stryczyński, polski samorządowiec, prezydent Ciechanowa
- 1948:
  - Per Bjørang, norweski łyżwiarz szybki
  - Pat Bolger, kanadyjski zapaśnik (zm. 2024)
  - Volkmar Groß, niemiecki piłkarz, bramkarz (zm. 2014)
  - Maria Kleitz-Żółtowska, polska prawnik, działaczka związkowa, polityk, poseł na Sejm RP (zm. 2011)
  - Jarosław Lewicki, polski dziennikarz, pisarz (zm. 2011)
  - Jean-Clément Martin, francuski historyk
  - Gian-Matteo Ranzi, włoski zapaśnik
- 1949:
  - Robert Berdella, amerykański seryjny morderca pochodzenia włoskiego (zm. 1992)
  - Andrzej Kraśnicki, polski działacz sportowy, prezes ZPRP i PKOl (zm. 2025)
  - Michel Lebrun, belgijski polityk i samorządowiec
  - Gun Nordlund, fińska lekkoatletka, skoczkini wzwyż
  - Rubén Pagnanini, argentyński piłkarz
  - Frank Ricotti, brytyjski perkusista
  - Janusz Teczke, polski ekonomista (zm. 2018)
  - Rajesh Vivek, indyjski aktor (zm. 2016)
  - Ken Wilber, amerykański filozof, socjolog, psycholog, teoretyk systemów, pisarz
- 1950:
  - Edward Barcik, polski kolarz szosowy
  - Włodzimierz Blajerski, polski prawnik, prokurator, polityk, poseł na Sejm RP, wiceminister spraw wewnętrznych
  - Nikołaj Krugłow, rosyjski biathlonista
- 1951:
  - Dave Benton, arubański wokalista
  - Juan de Dios Castillo, meksykański piłkarz, trener (zm. 2014)
  - Phil Manzanera, brytyjski gitarzysta, członek zespołu Roxy Music
- 1952:
  - Jerzy Czuraj, polski malarz, muzyk, scenograf, aktor, realizator przedstawień teatralnych (zm. 2009)
  - Leslie Lemke, amerykański sawant, muzyk
  - Echiko Maeda, japońska siatkarka
- 1953:
  - R. Arumugam, malezyjski piłkarz, bramkarz (zm. 1988)
  - Jacek Chmielnik, polski aktor, reżyser teatralny, dramaturg, prezenter telewizyjny (zm. 2007)
  - Siergiej Iwanow, rosyjski polityk
  - Anna Muzyka-Walawender, polska poetka
  - Igors Pimenovs, łotewski samorządowiec, polityk pochodzenia rosyjskiego
  - Teresa Starowieyska, polska koszykarka
- 1954:
  - Mauro Baldi, włoski kierowca wyścigowy
  - Micha’el Melchior, izraelski rabin, polityk
  - Adrian Vandenberg, holenderski gitarzysta, członek zespołu Whitesnake
- 1955:
  - Rosica Pechliwanowa, bułgarska lekkoatletka, biegaczka średniodystansowa
  - Virginia Ruzici, rumuńska tenisistka
  - Mirosław Rydzak, polski malarz, rzeźbiarz
  - Marek Surmacz, polski funkcjonariusz Policji, urzędnik państwowy, polityk, poseł na Sejm RP
- 1956:
  - Boris Komocki, rosyjski dziennikarz, działacz komunistyczny
  - John Lydon, brytyjski wokalista, członek zespołu Sex Pistols
  - Stefan Majewski, polski piłkarz, trener
  - Małgorzata Zajączkowska, polska aktorka
- 1957:
  - Ronald Åhman, szwedzki piłkarz
  - Shirley Babashoff, amerykańska pływaczka pochodzenia rosyjskiego
  - Henrik Dam Kristensen, duński polityk, przewodniczący Folketingetu
  - António Veloso, portugalski piłkarz
  - Elżbieta Wereda, polska koszykarka
- 1958:
  - Dave Finlay, północnoirlandzki wrestler
  - Eduardo Hernández, salwadorski piłkarz, bramkarz
  - Ciro Miniero, włoski duchowny katolicki, biskup Vallo della Lucania
  - Atanas Tyrew, bułgarski lekkoatleta, tyczkarz
- 1959:
  - Sebastião Bandeira Coêlho, brazylijski duchowny katolicki, biskup Coroaty
  - Danuta Bułkowska, polska lekkoatletka, skoczkini wzwyż
  - Arto Härkönen, fiński lekkoatleta, oszczepnik
  - Anthony LaPaglia, australijski aktor
  - José Luis Sánchez Solá, meksykański trener piłkarski
- 1960:
  - Jurij Burłakow, rosyjski biegacz narciarski
  - Andrea Fendt, niemiecka saneczkarka
  - Grant Morrison, szkocki twórca komiksów, dramatopisarz
  - Željko Šturanović, czarnogórski polityk, premier Czarnogóry (zm. 2014)
- 1961:
  - Alosza Andonow, bułgarski piłkarz, trener
  - Fatou Bensouda, gambijska prokurator
  - Siergiej Czikiszew, rosyjski trener piłkarski
  - Nuno Morais Sarmento, portugalski prawnik, polityk
  - Damian Mrowiec, polski samorządowiec, starosta powiatu rybnickiego
  - Jonny Otten, niemiecki piłkarz
  - Peter-Paul Pigmans, holenderski producent muzyki gabber
- 1962:
  - Lidia Camberg, polska lekkoatletka, biegaczka długodystansowa
  - Stephen Keshi, nigeryjski piłkarz, trener (zm. 2016)
  - Aleksiej Miller, rosyjski ekonomista, działacz państwowy
  - Frank Wieneke, niemiecki judoka
- 1963:
  - Manuela Di Centa, włoska biegaczka narciarska
  - John Dye, amerykański aktor (zm. 2011)
  - Mirosław Korbel, polski żużlowiec
- 1964:
  - Sylvie Bernier, kanadyjska skoczkini do wody
  - Miguel España, meksykański piłkarz
  - Jeff Hanneman, amerykański gitarzysta, członek zespołu Slayer (zm. 2013)
  - Jodi Taffel, amerykańska aktorka
- 1965:
  - Diána Igaly, węgierska strzelczyni sportowa (zm. 2021)
  - Piotr Iwicki, polski muzyk, perkusista, kompozytor, producent muzyczny, dziennikarz, samorządowiec
  - Guido Marini, włoski duchowny katolicki, prezbiter, mistrz papieskich ceremonii liturgicznych
  - Matt McColm, amerykański aktor, kaskader
  - Bohdan Józef Paszkowski, polski polityk, senator RP
  - Jacek Szczot, polski polityk, poseł na Sejm RP
- 1966:
  - Dmitrij Aleksiejew, rosyjski saneczkarz
  - Dexter Fletcher, brytyjski aktor, reżyser, scenarzysta i producent filmowy
  - Rolf Järmann, szwajcarski kolarz szosowy
  - JJ Lehto, fiński kierowca wyścigowy
  - Brian Mikkelsen, duński politolog, polityk
  - Müller, brazylijski piłkarz, trener
  - Grzegorz Myśliwski, polski historyk
- 1967:
  - Chad Channing, amerykański perkusista, członek zespołu Nirvana
  - Jason Cooper, brytyjski perkusista, członek zespołu The Cure
  - Pablo Marini, argentyński piłkarz, trener
  - Fat Mike, amerykański muzyk, członek zespołu NOFX
- 1968:
  - John Collins, szkocki piłkarz, trener
  - Victor Feddersen, duński wioślarz
  - Saydali Yuldashev, uzbecki szachista
  - Jacek Kozaczyński, polski przedsiębiorca, polityk, poseł na Sejm RP
  - Ulrica Messing, szwedzka polityk
  - Patrick Stevens, belgijski lekkoatleta, sprinter
- 1969:
  - Alessandro Chiappini, włoski trener siatkarski
  - Rafael Guijosa, hiszpański piłkarz ręczny
  - Bill Huizenga, amerykański polityk, kongresmen
- 1970:
  - Søren Andersen, duński piłkarz
  - Andriej Bogdanow, rosyjski polityk
  - Milan Chovanec, czeski samorządowiec, polityk
  - Minnie Driver, brytyjska aktorka, piosenkarka
  - Roman Jeker, holenderski kolarz szosowy
  - Annett Neumann, niemiecka kolarka torowa
  - Marek Wleciałowski, polski piłkarz, trener
- 1971:
  - Rita Guarino, włoska piłkarka, trenerka
  - Lee Young-ae, południowokoreańska aktorka
  - Robert Mleczko, polski operator filmowy
  - Andrij Parubij, ukraiński samorządowiec, polityk
  - Ołeksandr Pryzetko, ukraiński piłkarz, trener
  - Patricia Velasquez, wenezuelska aktorka, modelka
  - Stefan Wolf, szwajcarski piłkarz
  - Julio César Yegros, paragwajski piłkarz
- 1972:
  - Garret Graves, amerykański polityk, kongresmen
  - Michał Rusinek, polski literaturoznawca, tłumacz, pisarz
- 1973:
  - Denis Arnaud, francuski piłkarz
  - Baciro Djá, polityk z Gwinei Bissau, premier
  - Andrij Łozowski, ukraiński piłkarz
  - Portia de Rossi, australijska aktorka
- 1974:
  - Afu-Ra, amerykański raper
  - Ary Abittan, francuski aktor
  - Daniel Dalton, brytyjski krykiecista, polityk
  - Kristine Duvholt Havnås, norweska piłkarka ręczna
  - Othella Harrington, amerykański koszykarz, działacz sportowy
  - Marianne Haslum, norweska curlerka
  - Mariusz Parlicki, polski poeta, prozaik, eseista, satyryk, krytyk literacki
  - Ariel Pestano, kubański baseballista
  - Alina Słabęcka, polska koszykarka
- 1975:
  - Papi Khomane, południowoafrykański piłkarz (zm. 2023)
  - Agata Mróz, polska judoczka
  - Walter Pérez, argentyński kolarz torowy
  - Jason Turner, amerykański strzelec sportowy
  - Preity Zinta, indyjska aktorka
- 1976:
  - Traianos Dellas, grecki piłkarz
  - Buddy Rice, amerykański kierowca wyścigowy
  - Simone Rosalba, włoski siatkarz
  - Malvino Salvador, brazylijski aktor, producent filmowy, model
  - Armin Scholz, niemiecki kulturysta
  - Susana Walker, brazylijska lekkoatletka, tyczkarka
  - Tomáš Zíb, czeski tenisista
- 1977:
  - Torri Edwards, amerykańska lekkoatletka, sprinterka
  - Sergei Pareiko, estoński piłkarz, bramkarz pochodzenia rosyjskiego
  - Kerry Washington, amerykańska aktorka
- 1978:
  - Fabián Caballero, argentyński piłkarz (zm. 2024)
  - Iwajło Gabrowski, bułgarski kolarz szosowy
  - Patrick Gruber, włoski saneczkarz
  - Ibolya Oláh, węgierska piosenkarka, autorka piosenek pochodzenia romskiego
  - Adam Skalski, polski matematyk
  - Łukasz Skrzyński, polski piłkarz
  - Julija Waszczenko, ukraińska piłkarka
- 1979:
  - Bartosz Jurecki, polski piłkarz ręczny
  - Daniel Tammet, brytyjski sawant autystyczny
  - Jenny Wolf, niemiecka łyżwiarka szybka
- 1980:
  - Krzysztof Bienias, polski bokser
  - Gary Doherty, irlandzki piłkarz
  - Siergiej Fiodorowcew, rosyjski wioślarz
  - K-Maro, libański raper
  - Nick Leventis, brytyjski kierowca wyścigowy
  - Jurica Vranješ, chorwacki piłkarz
- 1981:
  - Julio Arca, argentyński piłkarz
  - Badr El Kaddouri, marokański piłkarz
  - Michał Kościuk, polski aktor
  - Danilo Napolitano, włoski kolarz szosowy
  - Selçuk Şahin, turecki piłkarz
  - Justin Timberlake, amerykański piosenkarz, autor tekstów, producent muzyczny, tancerz, aktor
  - Przemysław Wacha, polski badmintonista
- 1982:
  - Maret Ani, estońska tenisistka
  - Biljana Gligorović, chorwacka siatkarka
  - Allan McGregor, szkocki piłkarz, bramkarz
  - Elena Paparizou, grecka piosenkarka
  - Robert Szczot, polski piłkarz
  - Aleksiej Wierbow, rosyjski siatkarz
- 1983:
  - Elizabeth Armstrong, amerykańska piłkarka wodna, bramkarka
  - Aaron Cleare, bahamski lekkoatleta, czterystumetrowiec
  - Marta Maj, polska brydżystka
  - Román Martínez, portorykański bokser
  - Fabio Quagliarella, włoski piłkarz
- 1984:
  - Władimir Bystrow, rosyjski piłkarz
  - Lukas Flückiger, szwajcarski kolarz górski i przełajowy
  - Charlie Laine, amerykańska aktorka pornograficzna
  - Jeremy Wariner, amerykański lekkoatleta, sprinter
- 1985:
  - Grégory Baugé, francuski kolarz torowy
  - Christophe Berra, szkocki piłkarz
  - Ludovic Chammartin, szwajcarski judoka
  - Adam Federici, australijski piłkarz, bramkarz
  - Túlio de Melo, brazylijski piłkarz
  - Morten Rasmussen, duński piłkarz
  - Kalomira Sarantis, grecko-amerykańska piosenkarka
- 1986:
  - Walter Dix, amerykański lekkoatleta, sprinter
  - Alenka Kürner, słoweńska narciarka alpejska
  - Pauline Parmentier, francuska tenisistka
  - Qin Kai, chiński skoczek do wody
  - Dirk Westphal, niemiecki siatkarz
- 1987:
  - Stephanie Bengson, australijska tenisistka
  - Dmitrij Iljinych, rosyjski siatkarz
  - Marcus Mumford, brytyjski muzyk, kompozytor, wokalista, członek zespołu Mumford & Sons
  - Victor Ortiz, amerykański bokser
  - Oksana Szaczko, ukraińska malarka, działaczka na rzecz praw człowieka i równouprawnienia kobiet (zm. 2018)
- 1988:
  - Tim Bartels, niemiecki wioślarz
  - Jóhan Davidsen, farerski piłkarz
  - Jekatierina Krasnowa, rosyjska zapaśniczka
  - Nemani Nadolo, fidżyjski rugbysta
  - Sidney Sam, niemiecki piłkarz pochodzenia nigeryjskiego
  - Taijo Teniste, estoński piłkarz
  - Maciej Zajder, polski siatkarz
- 1989:
  - Joanna Atkins, amerykańska lekkoatletka, sprinterka
  - Walerija Czepsarakowa, rosyjska zapaśniczka
  - Sebastian Eriksson, szwedzki piłkarz
  - Claire Hamilton, szkocka curlerka
  - Ołena Samburska, ukraińska koszykarka
- 1990:
  - Weseła Bonczewa, bułgarska siatkarka
  - Rubén Botta, argentyński piłkarz
  - Cro, niemiecki raper, piosenkarz, producent muzyczny
  - Ryan Hill, amerykański lekkoatleta, średnio- i długodystansowiec
  - Nicolás Laprovíttola, argentyński siatkarz
  - Jacob Markström, szwedzki hokeista, bramkarz
  - Tursunali Rustamow, kirgiski piłkarz
  - Albi Sorra, albański bokser
- 1991:
  - Greg Cunningham, irlandzki piłkarz
  - Ju Wenjun, chińska szachistka
  - Nicole Koolhaas, holenderska siatkarka
  - Chisamba Lungu, zambijski piłkarz
  - Harrison Peacock, australijski siatkarz
  - Andrej Szczarbakou, białoruski piłkarz, bramkarz (zm. 2018)
- 1992:
  - Victor Crone, szwedzki piosenkarz
  - Jeff Hendrick, irlandzki piłkarz
  - Amy Jackson, brytyjska aktorka
  - Aleksandr Łoginow, rosyjski biathlonista
  - Tyler Seguin, kanadyjski hokeista
  - Lasza Szawdatuaszwili, gruziński judoka
  - Agata Wawrzyńczyk, polska siatkarka
- 1993:
  - Ku Bon-chan, południowokoreański łucznik
  - Angela Malestein, holenderska piłkarka ręczna
  - Liam Moore, angielski piłkarz
  - Sanan Siugirow, rosyjski szachista
- 1994:
  - Deonte Burton, amerykański koszykarz
  - Öldzijbajaryn Düürenbajar, mongolski judoka
  - Dominik Kohr, niemiecki piłkarz
  - Alex Lawson, amerykański tenisista
  - Silke Lippok, niemiecka pływaczka
  - Andreas Malin, liechtensteiński piłkarz
  - Ilija Martinović, czarnogórski piłkarz
  - Victor Palovaara, szwedzki żużlowiec
  - Jameel Warney, amerykański koszykarz
  - Kenneth Zohoré, duński piłkarz pochodzenia iworyjskiego
- 1995:
  - Linnae Harper, amerykańska koszykarka
  - Laura Melandri, włoska siatkarka
  - Nina Sublatti, gruzińska piosenkarka
- 1996:
  - Nikita Dragun, amerykańska youtuberka, charakteryzatorka, modelka
  - Thomas Dufter, niemiecki skoczek narciarski
  - Ana Golja, kanadyjska aktorka
  - Aleksandra Januchta, polska piłkarka ręczna, bramkarka
- 1997:
  - Arnaut Danjuma, holenderski piłkarz pochodzenia nigeryjskiego
  - Donte DiVincenzo, amerykański koszykarz pochodzenia włoskiego
  - Tiffany James, jamajska lekkoatletka, sprinterka
  - Anna Łazariewa, rosyjska siatkarka
  - Melvyn Richardson, francuski piłkarz ręczny
- 1998:
  - Felix Beijmo, szwedzki piłkarz
  - Amadou Haidara, malijski piłkarz
  - Jalen McDaniels, amerykański koszykarz
  - Bradie Tennell, amerykańska łyżwiarka figurowa
- 2000:
  - Julián Álvarez, argentyński piłkarz
  - Emilee, amerykańska piosenkarka, autorka tekstów, kompozytorka
  - Hugo Guillamón, hiszpański piłkarz
  - Luo Honghao, chiński snookerzysta
  - Lukáš Kubiš, słowacki kolarz szosowy i torowy
  - Willian Lima, brazylijski judoka
  - Dmitrij Łyzik, rosyjski siatkarz
- 2001:
  - Michał Olejniczak, polski piłkarz ręczny
  - Adam Siao Him Fa, francuski łyżwiarz figurowy pochodzenia maurytyjskiego
  - Kateryna Zełenych, ukraińska zapaśniczka
- 2002:
  - Luke Browning, brytyjski kierowca wyścigowy
  - Alejandro Gómez, meksykański piłkarz
  - Adrian Jaśkiewicz, polski pływak
  - Sōta Kudō, japoński skoczek narciarski
  - Beñat Turrientes, hiszpański piłkarz
- 2003:
  - André Fussenegger, austriacki skoczek narciarski
  - Mathías de Ritis, urugwajski piłkarz
- 2004:
  - Dominika Brzeska, polska kajakarka górska
  - Mathieu Kockelmann, luksemburski kolarz szosowy
- 2005:
  - Dawid Drachal, polski piłkarz
  - Momodou Sonko, szwedzki piłkarz pochodzenia gambijskiego
- 2006 – Sára Bejlek, czeska tenisistka

## Zmarli
- 743 – Muhammad al-Bakir, imam szyicki (ur. 676)
- 1030 – Wilhelm V Wielki, książę Akwitanii, hrabia Poitiers (ur. 969)
- 1108 – Nikita Nowogrodzki, rosyjski biskup i święty prawosławny (ur. ?)
- 1179 – Fryderyk z Puttendorfu, niemiecki duchowny katolicki, biskup praski (ur. ok. 1117)
- 1216 – Teodor II Irenik, ekumeniczny patriarcha Konstantynopola (ur. ?)
- 1308 – Azzo VIII d’Este, senior Ferrary i Modeny (ur. po 1263)
- 1398 – Sukō, cesarz Japonii (ur. 1334)
- 1418 – Mircza Stary, hospodar Wołoszczyzny (ur. 1358)
- 1435 – Xuande, cesarz Chin (ur. 1398)
- 1494 – Bonifacy III Paleolog, markiz Montferratu (ur. 1424)
- 1533 – Ludwika Albertoni, włoska tercjarka franciszkańska, błogosławiona (ur. 1473)
- 1550 – Nicolò Ridolfi, włoski duchowny katolicki, arcybiskup Florencji, kardynał (ur. 1501)
- 1561 – Menno Simons, holenderski reformator religijny (ur. 1496)
- 1580 – Henryk I Kardynał, król Portugalii (ur. 1512)
- 1606 – Guy Fawkes, angielski katolik, uczestnik spisku prochowego (ur. 1570)
- 1615 – Claudio Acquaviva, włoski jezuita, generał zakonu (ur. 1543)
- 1628 – Abraham van den Blocke, niemiecki architekt, rzeźbiarz (ur. 1572)
- 1632 – Jost Bürgi, szwajcarski matematyk, zegarmistrz (ur. 1552)
- 1665 – Johannes Clauberg, niemiecki filozof, teolog (ur. 1622)
- 1667 – Jerzy Sebastian Lubomirski, polski ziemianin, marszałek wielki koronny, hetman polny koronny, marszałek Sejmu (ur. 1616)
- 1668 – Hermann Busenbaum, niemiecki jezuita, teolog (ur. 1600)
- 1681 – Johann Eberhard Nidhard, austriacko-hiszpański jezuita, inkwizytor, kardynał (ur. 1607)
- 1686 – Jean de Mairet, francuski dramaturg (ur. 1604)
- 1703 – Rafał Leszczyński, polski szlachcic, polityk (ur. 1650)
- 1729 – Jacob Roggeveen, holenderski admirał, odkrywca (ur. 1659)
- 1736 – Filippo Juvara, włoski architekt, rzeźbiarz (ur. 1676)
- 1762 – Antoni Dominik Tyszkiewicz, polski duchowny katolicki, biskup żmudzki (ur. 1692)
- 1783 – Caffarelli, włoski śpiewak operowy, kastrat (ur. 1710)
- 1785 – Andrzej Ignacy Baier, polski duchowny katolicki, biskup chełmiński (ur. 1712)
- 1788:
  - Philipp Anton Bartsch, niemiecki malarz (ur. 1742)
  - Karol Edward Stuart, jakobicki pretendent do tronu Anglii i Szkocji (ur. 1720)
- 1799 – Francis Osborne, brytyjski arystokrata, polityk (ur. 1751)
- 1815 – Franciszek Ksawery Bianchi, włoski barnabita, święty (ur. 1743)
- 1821 – Antonio Maria Doria Pamphili, włoski kardynał (ur. 1749)
- 1824 – Malte Ramel, szwedzki polityk (ur. 1747)
- 1826 – Justyn (Wiszniewski), rosyjski biskup prawosławny (ur. 1748 lub 51)
- 1828 – Aleksandros Ipsilantis, grecki i rosyjski generał, polityk (ur. 1792)
- 1836 – Maria Krystyna Sabaudzka, królowa Obojga Sycylii, błogosławiona (ur. 1812)
- 1839 – Emil Korytko, polski etnograf, działacz niepodległościowy, uczestnik powstania listopadowego (ur. 1813)
- 1840:
  - Piotr Hong Pyŏng-ju, koreański męczennik i święty katolicki (ur. 1799)
  - Augustyn Pak Chong-wŏn, koreański męczennik i święty katolicki (ur. 1793)
  - Agata Kwŏn Chin-i, koreańska męczennica i święta katolicka (ur. ok. 1819)
  - Magdalena Son Sŏ-byok, koreańska męczennica i święta katolicka (ur. 1802)
  - Agata Yi Kyŏng-i, koreańska męczennica i święta katolicka (ur. 1814)
  - Maria Yi In-dŏk, koreańska męczennica i święta katolicka (ur. 1819)
- 1844 – Henri Gatien Bertrand, francuski generał (ur. 1773)
- 1849 – Franciszek Żygliński, polski malarz, poeta (ur. 1815)
- 1853 – Matthew McCoy, polityk z Pitcairn (ur. 1819)
- 1854 – Silvio Pellico, włoski pisarz (ur. 1789)
- 1856 – (lub 1855) Khedrub Gjaco, XI Dalajlama (ur. 1838)
- 1863 – Henry Petty-Fitzmaurice, brytyjski arystokrata, polityk (ur. 1780)
- 1867 – Jan Czyński, polski publicysta, radykalny demokrata (ur. 1801)
- 1887 – Włodzimierz Krzyżanowski, polski i amerykański generał, polityk, administrator Alaski (ur. 1824)
- 1888 – Jan Bosko, włoski tercjarz franciszkański, święty (ur. 1815)
- 1890 – Jan Kryński, polski rzeźbiarz (ur. 1850)
- 1892 – Charles Spurgeon, brytyjski kaznodzieja reformowanych baptystów, teolog, autor pieśni religijnych (ur. 1834)
- 1895 – Hermann Gruson, niemiecki inżynier-mechanik, wynalazca, przedsiębiorca (ur. 1821)
- 1898 – Franciszek Wolfarth, polski ziemianin, prawnik, urzędnik, przedsiębiorca naftowy, polityk (ur. 1835)
- 1902 – Ksawery Pillati, polski malarz, rysownik, ilustrator książkowy (ur. 1834)
- 1903 – Julian Ankiewicz, polski architekt (ur. 1820)
- 1911 – Paul Singer, niemiecki fabrykant, polityk (ur. 1844)
- 1918 – Iwan Puluj, ukraiński i austro-węgierski fizyk, wynalazca, tłumacz (ur. 1845)
- 1920 – Émile Vernon, francuski malarz (ur. 1872)
- 1923 – Eligiusz Niewiadomski, polski malarz, zamachowiec (ur. 1869)
- 1924 – Kurt von Bardeleben, niemiecki szachista (ur. 1861)
- 1925 – George Washington Cable, amerykański pisarz (ur. 1844)
- 1926 – Alojzy Talamoni, włoski duchowny katolicki, błogosławiony (ur. 1848)
- 1929 – Jan Karafiát, czeski duchowny czeskobraterski, pisarz (ur. 1846)
- 1933 – John Galsworthy, brytyjski pisarz, laureat Nagrody Nobla (ur. 1867)
- 1935 – Theodor Ippen, austriacki albanolog, dyplomata (ur. 1861)
- 1937:
  - Alfred Denizot, polski fizyk, chemik (ur. 1873)
  - Alfons Zgrzebniok, bohater narodowy, działacz samorządowy i polityczny, komendant powstań śląskich (ur. 1891)
- 1938:
  - James Crichton-Browne, brytyjski psychiatra (ur. 1840)
  - Jan Henryk XV Hochberg książę von Pless (ur. 1861)
- 1940:
  - Kandelaria od św. Józefa, wenezuelska zakonnica, błogosławiona (ur. 1863)
  - Wincenty Nowaczyński, polski polityk komunistyczny (ur. 1883)
  - Dmitrij Priszczepow, białoruski polityk komunistyczny (ur. 1896)
- 1941:
  - Walerian Gaprindaszwili, gruziński poeta (ur. 1889)
  - Verner Järvinen, fiński lekkoatleta, dyskobol (ur. 1870)
  - Zygmunt Jaźwiński, polski adwokat, polityk, poseł na Sejm RP (ur. 1890)
- 1942 – Aleksander Dębski, polski prawnik, adwokat, polityk, poseł na Sejm RP, wojewoda wołyński (ur. 1890)
- 1943:
  - Bolesław Dąbrowski, polski rolnik, Sprawiedliwy wśród Narodów Świata (ur. 1902)
  - John F. Dockweiler, amerykański polityk (ur. 1895)
  - Kazimierz Kaznowski, polski przyrodnik, pedagog (ur. 1876)
- 1944:
  - Jean Giraudoux, francuski prozaik, dramaturg (ur. 1882)
  - Thomas W. Hardwick, amerykański prawnik, polityk (ur. 1872)
  - Stefan Majewski, polski generał dywizji (ur. 1867)
  - Stefania Sempołowska, polska pisarka, pedagog (ur. 1869)
  - Árpád Weisz, węgierski piłkarz, trener pochodzenia żydowskiego (ur. 1896)
- 1945:
  - Adam Małuszyński, polski duchowny katolicki, męczennik, Sługa Boży (ur. 1898)
  - Władysław Neuman, polski dyplomata (ur. 1893)
  - Asanbek Otorbajew, radziecki młodszy sierżant (ur. 1925)
  - Eddie Slovik, amerykański żołnierz pochodzenia polskiego (ur. 1920)
- 1946:
  - Pietro Boetto, włoski duchowny katolicki, arcybiskup Genui, kardynał (ur. 1871)
  - Hans Loritz, niemiecki funkcjonariusz i zbrodniarz nazistowski (ur. 1895)
- 1947:
  - Stanisław Bartynowski, polski duchowny katolicki, teolog, apologeta (ur. 1870)
  - Andrzej Jazowski, polski pedagog, działacz ZHP, członek TOW, podporucznik AK (ur. 1913)
- 1949:
  - Otto Hupp, niemiecki grafik, heraldyk (ur. 1859)
  - Władysław Koba, polski kapitan WP i AK, działacz WiN (ur. 1914)
  - Lisa Resch, niemiecka narciarka alpejska (ur. 1908)
  - Leopold Rząsa, polski żołnierz ZWZ-AK, działacz WiN (ur. 1918)
  - Michał Jan Zygo polski żołnierz ZWZ -AK, działacz WiN (ur. 1917)
- 1951 – Kim Ch’aek, północnokoreański generał, polityk (ur. 1903)
- 1952 – Axel Thayssen, duński tenisista (ur. 1885)
- 1953:
  - Felix Endrich, szwajcarski bobsleista (ur. 1921)
  - Walter Sawall, niemiecki kolarz torowy (ur. 1899)
- 1954:
  - Edwin Howard Armstrong, amerykański inżynier, radiotechnik, konstruktor odbiorników radiowych (ur. 1890)
  - Vivian Woodward, angielski piłkarz (ur. 1879)
- 1955:
  - Mosze Marzouk, izraelski szpieg pochodzenia karaimskiego (ur. 1926)
  - John Mott, amerykański działacz YMCA, laureat Pokojowej Nagrody Nobla (ur. 1865)
- 1956 – A.A. Milne, brytyjski pisarz (ur. 1882)
- 1962 – Vlasta Burian, czeski aktor (ur. 1891)
- 1965:
  - Edward Bertold, polski prawnik, polityk (ur. 1912)
  - Konstantin Murawiew, bułgarski dyplomata, polityk, premier Bułgarii (ur. 1893)
- 1966 – Dirk Brouwer, amerykański astronom pochodzenia holenderskiego (ur. 1902)
- 1967:
  - Oskar Fischinger, niemiecki reżyser filmowy (ur. 1900)
  - Eddie Tolan, amerykański lekkoatleta, sprinter (ur. 1908)
- 1968 – Francis Edward Hyland, amerykański duchowny katolicki, biskup Atlanty (ur. 1901)
- 1970 – Michaił Mil, radziecki konstruktor lotniczy (ur. 1909)
- 1972 – Mahendra Bir Bikram Shah Dev, król Nepalu (ur. 1920)
- 1973 – Ragnar Frisch, norweski ekonomista, wykładowca akademicki, laureat Nagrody Banku Szwecji im. Alfreda Nobla w dziedzinie ekonomii (ur. 1895)
- 1974:
  - Pedro Benítez, paragwajski piłkarz, bramkarz (ur. 1901)
  - Samuel Goldwyn, amerykański producent filmowy pochodzenia żydowskiego (ur. 1879)
  - Glenn Morris, amerykański lekkoatleta, wieloboista (ur. 1912)
  - Emil Väre, fiński zapaśnik (ur. 1885)
- 1976:
  - Fernand Sardou, francuski aktor (ur. 1910)
  - Evert Taube, szwedzki piosenkarz, kompozytor, pisarz (ur. 1890)
- 1977 – Giacomo Palombella, włoski duchowny katolicki, biskup Muro Lucano, biskup Teano-Calvi, arcybiskup Matery (ur. 1898)
- 1978 – Ali Rijad, egipski piłkarz (ur. 1904)
- 1979:
  - Celia Adler, amerykańska aktorka pochodzenia żydowskiego (ur. 1889)
  - Grant Green, amerykański gitarzysta i kompozytor jazzowy (ur. 1935)
  - Michaił Gusiew, radziecki polityk (ur. 1903)
  - Emeryk August Hutten-Czapski, polski hrabia, polityk, dyplomata, wojskowy, baliw polskiej prowincji Zakonu Maltańskiego (ur. 1897)
  - Olga Olgina, polska śpiewaczka operowa (sopran koloraturowy), pedagog, propagator kultury muzycznej (ur. 1904)
- 1980:
  - Gumercindo Gómez, boliwijski piłkarz (ur. 1907)
  - Henryk Hałas, polski polityk, poseł na Sejm PRL (ur. 1922)
  - Emanuel Sperner, niemiecki matematyk, wykładowca akademicki (ur. 1905)
- 1981:
  - Gertruda Białasowa, polska działaczka narodowa i kulturalna (ur. 1890)
  - Werner Ehrig, niemiecki generał porucznik (ur. 1897)
  - William Gopallawa, lankijski polityk, gubernator generalny Cejlonu, prezydent Sri Lanki (ur. 1897)
  - Nasyr Urazbajew, radziecki i baszkirski polityk (ur. 1902)
  - Thomas Webster, amerykański żeglarz sportowy (ur. 1909)
- 1982:
  - Étienne Onimus, francuski koszykarz (ur. 1907)
  - Irena Pawlewska-Szydłowska, polska taterniczka, przewodniczka górska, urzędniczka, działaczka społeczna (ur. 1892)
  - Piotr Puławski, polski twórca ludowy (ur. 1902)
  - Richard Schütze, niemiecki pilot balonowy (ur. 1900)
- 1983:
  - Walter Hagemeyer Burkholder, amerykański fitopatolog, wykładowca akademicki (ur. 1891)
  - Jacek Jerz, polski działacz niepodległościowy i opozycyjny (ur. 1944)
  - Mieczysław Kurzyna, polski podporucznik, uczestnik powstania warszawskiego (ur. 1919 lub 21)
- 1984:
  - Franciszek Maroń, polski katolicki, historyk Kościoła na Górnym Śląsku (ur. 1904)
  - Wojciech Walczak, polski geograf, geomorfolog, wykładowca akademicki (ur. 1916)
- 1985:
  - Menachem Bader, izraelski polityk (ur. 1895)
  - Józef Mackiewicz, polski pisarz (ur. 1902)
- 1986 – Moderato Wisintainer, brazylijski piłkarz (ur. 1902)
- 1987:
  - Yves Allégret, francuski reżyser filmowy (ur. 1907)
  - Julian Antonisz, polski reżyser filmów animowanych (ur. 1941)
  - Tadeusz Krzyżanowski, polski wszechstronny lekkoatleta (ur. 1920)
  - Mieczysław Wiórkiewicz, polski major pilot (ur. 1907)
- 1988 – Al Laney, amerykański dziennikarz sportowy (ur. 1895)
- 1990:
  - Stanisław Dyrszka, polski polityk, poseł na Sejm PRL (ur. 1932)
  - Rashad Khalifa, amerykański biochemik, reformator islamu pochodzenia egipskiego (ur. 1935)
  - Jicchak Klinghoffer, izraelski prawnik, polityk (ur. 1905)
- 1991:
  - Alfons Vacqueret, polski rotmistrz, oficer AK, uczestnik powstania warszawskiego (ur. 1898)
  - Mieczysław Voit, polski aktor (ur. 1928)
- 1992 – Rudolf Graber, niemiecki duchowny katolicki, biskup Ratyzbony (ur. 1903)
- 1993 – Frithjof Ulleberg, norweski piłkarz (ur. 1911)
- 1994 – Erwin Strittmatter, niemiecki pisarz (ur. 1912)
- 1995:
  - George Abbott, amerykański dramaturg, producent teatralny, scenarzysta i reżyser filmowy (ur. 1887)
  - George Stibitz, amerykański matematyk, fizyk, pionier techniki komputerowej (ur. 1904)
- 1997 – Andrzej Szczepkowski, polski aktor, pedagog (ur. 1923)
- 1998 – Karol Stryja, polski dyrygent, pedagog (ur. 1915)
- 1999:
  - Władysław Niewadził, polski bokser (ur. 1921)
  - Alfred Pema, albański polityk, inżynier (ur. 1944)
- 2000:
  - Martin Benrath, niemiecki aktor (ur. 1926)
  - Giuseppe Ferraioli, włoski duchowny katolicki, arcybiskup, nuncjusz apostolski (ur. 1929)
  - Marian Kowalski, polski rzeźbiarz (ur. 1920)
- 2001:
  - Gordon R. Dickson, kanadyjski pisarz science fiction (ur. 1923)
  - Heinz Starke, niemiecki polityk (ur. 1911)
- 2002:
  - Francis Gabreski, amerykański pilot wojskowy, as myśliwski pochodzenia polskiego (ur. 1919)
  - Jiří Kyncl, czechosłowacki łyżwiarz szybki (ur. 1962)
- 2003:
  - Louis FitzGibbon, brytyjski pisarz (ur. 1925)
  - Jan Raczkowski, polski generał dywizji pilot, polityk, poseł na Sejm PRL, wiceminister komunikacji, dyplomata (ur. 1922)
  - Werenfried van Straaten, holenderski norbertanin, działacz charytatywny (ur. 1913)
  - Milford Vanik, amerykański inżynier lotniczy i baloniarz pochodzenia czeskiego (ur. 1906)
- 2004:
  - Eleanor Holm, amerykańska pływaczka (ur. 1913)
  - Cyril Maidment, angielski żużlowiec (ur. 1929)
- 2005:
  - Misael Escuti, chilijski piłkarz, bramkarz (ur. 1926)
  - Krzysztof Lis, polski ekonomista, polityk, wiceminister przekształceń własnościowych (ur. 1949)
  - Jan Mulak, polski trener lekkoatletyki, polityk, senator RP (ur. 1914)
  - Gizela Szancerowa, polska historyk sztuki (ur. 1908)
  - Romuald Turasiewicz, polski filolog klasyczny, wykładowca akademicki (ur. 1930)
- 2006:
  - Ruairí Brugha, irlandzki przedsiębiorca, polityk (ur. 1917)
  - George Koval, amerykański chemik, wykładowca akademicki, radziecki szpieg atomowy pochodzenia żydowskiego (ur. 1913)
  - Paul Regina, amerykański aktor (ur. 1956)
  - Moira Shearer, szkocka aktorka, tancerka (ur. 1916)
- 2007:
  - Kirill Babitzin, fiński piosenkarz (ur. 1950)
  - Lee Bergere, amerykański aktor (ur. 1924)
- 2008:
  - Veronika Bayer, niemiecka aktorka (ur. 1940)
  - František Čapek, czeski kajakarz (ur. 1914)
  - Giorgio Tadeo, włoski śpiewak operowy (bas) (ur. 1929)
  - David Kimutai Too, kenijski polityk (ur. 1968)
- 2009:
  - Nicola Capria,włoski prawnik, samorządowiec, polityk (ur. 1932)
  - Harry Hill, brytyjski kolarz torowy (ur. 1916)
  - Piotr Suski, polski piłkarz (ur. 1942)
  - Joanna Wiszniewicz, polska historyk, polonistka pochodzenia żydowskiego (ur. 1947)
- 2010:
  - Jiří Havlis, czeski wioślarz (ur. 1932)
  - Tomás Eloy Martínez, argentyński pisarz (ur. 1934)
- 2011:
  - Eunice Sanborn, amerykańska superstulatka (ur. 1896)
  - Norman Uprichard, północnoirlandzki piłkarz, bramkarz (ur. 1928)
- 2012:
  - Anthony Bevilacqua, amerykański duchowny katolicki, arcybiskup Filadelfii, kardynał pochodzenia włoskiego (ur. 1923)
  - Leslie Carter, amerykańska piosenkarka (ur. 1986)
  - Zygmunt Mańkowski, polski historyk, wykładowca akademicki (ur. 1926)
- 2013:
  - Elżbieta Biesiekierska, polska koszykarka (ur. 1950)
  - Joseph Cassidy, irlandzki duchowny katolicki, arcybiskup Tuam (ur. 1933)
  - Jacques Nguyễn Văn Mầu, wietnamski duchowny katolicki, biskup (ur. 1914)
  - Janusz Paradowski, polski kolarz szosowy (ur. 1930)
  - Timir Piniegin, rosyjski żeglarz sportowy (ur. 1927)
  - Per Stenmarck, szwedzki polityk (ur. 1951)
  - Janusz Wichowski, polski koszykarz (ur. 1935)
- 2014:
  - Nina Andrycz, polska aktorka (ur. 1912)
  - Gundi Busch, niemiecka łyżwiarka figurowa (ur. 1935)
  - Abdirizak Haji Hussein, somalijski polityk, premier Somalii (ur. 1924)
  - Miklós Jancsó, węgierski reżyser i scenarzysta filmowy (ur. 1921)
- 2015:
  - Udo Lattek, niemiecki piłkarz, trener (ur. 1935)
  - Adolf Poskotin, rosyjski piłkarz, trener (ur. 1937)
  - Lizabeth Scott, amerykańska aktorka (ur. 1922)
  - Richard von Weizsäcker, niemiecki polityk, prezydent Niemiec (ur. 1920)
- 2016:
  - Bogdan Celiński, polski podporucznik (ur. 1921)
  - Kristo Frashëri, albański historyk, wykładowca akademicki (ur. 1920)
  - Janusz Jaworski, polski architekt (ur. 1936)
  - Janusz Muniak, polski muzyk jazzowy (ur. 1941)
  - Maciej Sabat, polski autor gier fabularnych, planszowych i karcianych, pedagog, dziennikarz muzyczny, tłumacz (ur. 1980)
  - Mirosław Sawicki, polski nauczyciel, urzędnik państwowy, polityk, minister edukacji narodowej (ur. 1946)
  - Benoît Violier, francuski kucharz (ur. 1971)
- 2017:
  - Tom Barlow, amerykański polityk (ur. 1940)
  - Zdzisław Kazimierz Kwieciński, polski kapitan, uczestnik powstania warszawskiego (ur. 1922)
  - Jerzy Matyjek, polski lekarz, działacz społeczny i katolicki, polityk, poseł na Sejm RP (ur. 1926)
  - John Wetton, brytyjski gitarzysta, wokalista (ur. 1949)
- 2018:
  - Rasual Butler, amerykański koszykarz (ur. 1979)
  - Ann Gillis, amerykańska aktorka (ur. 1927)
  - Jerzy Jedlicki, polski historyk idei, profesor nauk humanistycznych, działacz opozycji antykomunistycznej (ur. 1930)
  - Łeonid Kadeniuk, ukraiński pilot, kosmonauta, polityk (ur. 1951)
  - Anatolij Rieznikow, rosyjski reżyser filmów animowanych (ur. 1940)
- 2019:
  - Kálmán Ihász, węgierski piłkarz (ur. 1941)
  - Pablo Larios, meksykański piłkarz, bramkarz (ur. 1960)
  - Stanisław Pawul, polski duchowny katolicki, kanonik, działacz społeczny (ur. 1942)
  - Andrzej Poppe, polski historyk, bizantynolog (ur. 1926)
  - Georges Sarre, francuski polityk (ur. 1935)
  - Stefan Skałka, polski bokser (ur. 1942)
- 2020:
  - Alexander Brunett, amerykański duchowny katolicki, arcybiskup metropolita Seattle (ur. 1934)
  - Mary Higgins Clark, amerykańska pisarka (ur. 1927)
  - Mirza Khazar, azerski politolog, dziennikarz, pisarz, wydawca, tłumacz (ur. 1947)
  - César Zabala, paragwajski piłkarz (ur. 1961)
- 2021:
  - Andrej Hryc, słowacki aktor (ur. 1949)
  - Marian Jaskuła, polski ekonomista, działacz turystyczny, krajoznawca (ur. 1932)
  - Lothar Meister, niemiecki kolarz torowy i szosowy (ur. 1931)
  - Michel Murr, libański przedsiębiorca, polityk, minister spraw wewnętrznych, wicepremier (ur. 1932)
  - Krystyna Rutkowska-Ulewicz, polska aktorka (ur. 1933)
  - Ladislav Štaidl, czeski muzyk, kompozytor, producent muzyczny (ur. 1945)
  - Justo Tejada, hiszpański piłkarz (ur. 1933)
  - Miroslav Tuđman, chorwacki naukowiec, polityk (ur. 1946)
- 2022:
  - Onésimo Cepeda Silva, meksykański duchowny katolicki, biskup Ecatepec (ur. 1937)
  - Władysław Gołąb, polski prawnik, adwokat, działacz społeczny (ur. 1931)
  - Valdemaras Novickis, litewski piłkarz ręczny (ur. 1956)
  - Zbigniew Rudnicki, polski politolog (ur. 1949)
- 2023:
  - Anna Czerwińska, polska himalaistka (ur. 1949)
  - Jan Kudra, polski kolarz szosowy (ur. 1937)
  - Kadriye Nurmambet, rumuńska piosenkarka (ur. 1933)
  - Wiesław Urbański, polski działacz opozycji antykomunistycznej (ur. 1957)
- 2024:
  - Jan Adam Borzęcki, polski poeta, prozaik, krytyk literacki (ur. 1952)
  - Leif Eriksen, norweski piłkarz (ur. 1940)
  - Przemysław Waingertner, polski historyk, publicysta, profesor nauk humanistycznych (ur. 1969)
  - Krzysztof Żabiński, polski elektronik, przedsiębiorca, polityk, minister-szef Urzędu Rady Ministrów, poseł na Sejm RP (ur. 1953)
- 2025:
  - Danuta Baszkowska, polska nauczycielka, pedagog, ekumenistka (ur. 1940)
  - Włodzimierz Kwaśniewicz, polski historyk, publicysta, wykładowca akademicki (ur. 1947)